# Вовк з гори Сіла
«Вовк з гори Сіла» (італ. Il lupo della Sila) — італійська драма 1949 року режисера Дуіліо Колетті з Сільваною Мангано, Амедео Наццарі та Вітторіо Гассманом у головних ролях. Значна частина фільму була знята в районі Ла-Сіла в Калабрії.

## Сюжет
Після смерті свого брата від рук поліції молода жінка мститься двом чоловікам, яких вона вважає відповідальними.

## У ролях
- Сільвана Мангано
- Амедео Наццарі
- Вітторіо Ґассман